# Primer sistema Washington
Sistema de convivencia e integración de los países centroamericanos (Costa Rica, El Salvador, Guatemala, Honduras y Nicaragua), creado mediante una serie de convenciones suscritas en Washington el 20 de diciembre de 1907, bajo los auspicios de los gobiernos de los Estados Unidos y México.

Sesión de Apertura de la Conferencia de los Cinco Países Centroamericanos en el Salón de las Américas, Edificio Panamericano. Los cinco países representados son Guatemala, Honduras, El Salvador Nicaragua Costa Rica

## Tratados del sistema
Los tratados que dieron origen al primer sistema Washington fueron los siguientes:
1) Tratado general de paz y amistad.
2) Convención adicional al tratado general, para disponer que no se reconocerían gobiernos surgidos de golpes o revoluciones (Doctrina Tobar).
3) Convención sobre Conferencias Centroamericanas.
4) Convención sobre comunicaciones.
5) Convención sobre extradición.
6) Convención para el establecimiento de la Oficina Internacional Centroamericana.
7) Convención para el establecimiento del Instituto Pedagógico Centroamericano.
8) Convención para el establecimiento de la Corte de Justicia Centroamericana.
9) Protocolo adicional a la convención para el establecimiento de la Corte de Justicia Centroamericana.

El Protocolo adicional a la convención constitutiva de la Corte no llegó a entrar en vigor, pero todos los demás fueron aprobados rápidamente por los órganos legislativos de los cinco países: Nicaragua (15 de febrero de 1908), Costa Rica (24 de febrero de 1908), El Salvador (28 de febrero de 1908), Honduras (4 de marzo de 1908) y Guatemala (11 de marzo de 1908).
El primer sistema Washington tenía como órganos permanentes fundamentales la Oficina Internacional Centroamericana y la Corte de Justicia Centroamericana. Además, anualmente los países celebrarían una conferencia para negociar tratados y discutir asuntos de interés común.

## Conferencias Centroamericanas
Las conferencias celebradas en el marco del primer sistema Washington fueron:
1) Primera Conferencia Centroamericana (Tegucigalpa, enero de 1909).
2) Segunda Conferencia Centroamericana (San Salvador, enero de 1910).
3) Tercera Conferencia Centroamericana (Guatemala, enero de 1911).
4) Cuarta Conferencia Centroamericana (Managua, enero de 1912).
5) Quinta Conferencia Centroamericana (San José, enero de 1913).
6) Sexta Conferencia Centroamericana (Tegucigalpa, enero de 1914).

## Crisis y extinción del sistema
La Sexta Conferencia fue la última celebrada en el marco del primer sistema Washington, ya que en diciembre de 1913 el gobierno de Nicaragua había anunciado su decisión de denunciar la convención de Washington relativa a las reuniones anuales regionales, que debía regir mientras no se separase de ella uno de los cinco países parte. La convención caducó en mayo de 1914, a los seis meses de la denuncia nicaragüense. En 1917, Nicaragua también denunció la convención relativa a la Corte de Justicia Centroamericana, que se extinguió en marzo de 1918.
Los demás tratados de 1907 continuaron teóricamente vigentes, aunque en gran medida el sistema había quedado inoperante en la práctica, y fueron sustituidos en 1923 por un nuevo conjunto de convenciones, que estableció el segundo sistema Washington, mucho más débil que el primero.
- Datos: Q6086015